# 比斯特里克 (別爾季切夫區)
49°51′23″N 28°33′59″E / 49.85639°N 28.56639°E
比斯特里克（烏克蘭語：Бистрик），是烏克蘭的村落，位於該國北部日托米爾州，由別爾季切夫區負責管轄，處於格尼洛皮亞季河畔，始建於1593年，面積3.43平方公里，海拔高度244米，2001年人口991。